# Pseudopaludicola mineira
Espèce
Statut de conservation UICN

 DD  : Données insuffisantes
Pseudopaludicola mineira est une espèce d'amphibiens de la famille des Leptodactylidae.

## Répartition
Cette espèce est endémique de l'État du Minas Gerais au Brésil. Elle se rencontre au-dessus de 800 m d'altitude dans la Serra do Cipó,.

## Publication originale
- Lobo, 1994 : Descripción de una nueva especie de Pseudopaludicola (Anura: Leptodactylidae), redescripción de P. falcipes (Hensel, 1867) y P. saltica (Cope, 1887) y osteología de las tres especies. Cuadernos de Herpetología, vol. 8, no 2, p. 177-199.